# Marquesat d'Aledo

Escut d'Aledo. regió de Múrcia.

El Marquesat d'Aledo és un títol nobiliari espanyol creat el 3 de març de 1897 pel rei Alfons XIII a favor de Mariano Vergara y Pérez de Aranda, Senador del Regne. La seva denominació fa referència al municipi d'Aledo, a la Regió de Múrcia.

## Marquesos d'Aledo
|                         | Titular                           | Període                 |
| Creació per Alfons XIII | Creació per Alfons XIII           | Creació per Alfons XIII |
| ----------------------- | --------------------------------- | ----------------------- |
| I                       | Mariano Vergara y Pérez de Aranda | 1897-1912               |
| II                      | Josefa Calderón y Montalvo        | 1912-1918               |
| III                     | Fernanda Calderón y Montalvo      | 1918-1918               |
| IV                      | María Teresa Garralda y Calderón  | 1918-1964               |
| V                       | Ignacio Herrero y Garralda        | 1964-1999               |
| VI                      | Ignacio Herrero y Álvarez         | 2000-actual titular     |

## Història dels marquesos d'Aledo
- Mariano Vergara y Pérez de Aranda († 1912), I marquès d'Aledo.

1. Casat amb Josefa Calderón y Montalvo, filla de Fernando Calderón y Collante, I marquès de Reinosa. Sense descendents. Per Reial decret de 28 de juny de 1897 va ser autoritzat a designar successor, alcarecer de descendents. Va designar com a successor en 1905 a la seva esposa:

- Josefa Calderón y Montalvo († 1918), II marquesa d' Aledo. Sense descendents. La succeí la seva germana:

- Fernanda Calderón y Montalvo, III marquesa d'Aledo, II marquesa de Reinosa.

1. Casada amb Joaquín Garralda y Oñate, I comte d'Autol. La succeí, per cessió en 1918, la seva filla:

- María Teresa Garralda y Calderón (1885-1964), IV marquesa d'Aledo.

1. Casada amb Ignacio Herrero de Collantes, VII marquès de la Hermida. La succeí el seu fill:

- Ignacio Herrero y Garralda (1913-1999), V marquès d'Aledo, (VII marquès de la Hermida des de 1964 a 1967 en què se li va revocar la carta de successió, atorgant el títol a Francisco de Asís Santa-Olalla y Montañés).

1. Casat amb la Sta. Álvarez.
2. Casat amb María Mayer von Wittgenstein. El succeí, del seu primer matrimoni, el seu fill:

- Ignacio Herrero y Álvarez (n, en 1942), VI marquès d'Aledo.

1. Casat amb Águeda Pidal Vives.